# Кабријер д'Ег
Кабријер д'Ег (фр. Cabrières-d'Aigues) насеље је и општина у Француској у региону Прованса-Алпи-Азурна обала, у департману Воклиз која припада префектури Апт.
По подацима из 2006. године у општини је живело 819 становника, а густина насељености је износила 43,2 становника/km². Општина се простире на површини од 18,96 km². Налази се на средњој надморској висини од 375 m. метара (максималној 1.122 m, а минималној 300 m. m).

## Демографија
| 1962. | 1968. | 1975. | 1982. | 1990. | 1999. | 2006. | 2011. |
| ----- | ----- | ----- | ----- | ----- | ----- | ----- | ----- |
| 352   | 415   | 400   | 429   | 532   | 651   | 819   | 852   |

График промене броја становника у току последњих година